# Puchar Narodów Afryki 2017 (kwalifikacje)/Grupa J
W grupie J eliminacji Pucharu Narodów Afryki 2017 grają:
- Algieria
- Etiopia
- Lesotho
- Seszele

## Tabela
| Msc. | Zespół   | M | W | R | P | Br+ | Br- | +/- | Pkt |
| ---- | -------- | - | - | - | - | --- | --- | --- | --- |
| 1    | Algieria | 6 | 5 | 1 | 0 | 25  | 5   | +20 | 16  |
| 2    | Etiopia  | 6 | 3 | 2 | 1 | 11  | 14  | -3  | 11  |
| 3    | Seszele  | 6 | 1 | 1 | 4 | 5   | 11  | -6  | 4   |
| 4    | Lesotho  | 6 | 1 | 0 | 5 | 5   | 16  | -11 | 3   |

## Wyniki
| 13 czerwca 2015 21:30 CET | Algieria · Slimani 21' · Soudani 34', 47' · Bentaleb 90+3' | 4:0(2:0)Raport | Seszele | Stade Mustapha Tchaker, Al-Bulajda Sędzia: Mohamed Hamada |
|                           |                                                            |                |         |                                                           |

| 14 czerwca 2015 15:00 CET | Etiopia · Panom 69' · Said 78' | 2:1(0:1) | Lesotho · 41' Mothoana | Addis Abeba Stadium, Addis Abeba Sędzia: Malang Diedhiou |
|                           |                                |          |                        |                                                          |

| 5 września 2015 15:00 CET | Seszele · Laurence 25' (k) | 1:1(1:0)Raport | Etiopia · 54' Tesfaye | Stade Linité, Victoria Sędzia: Hamada El Moussa Nampiandraza |
|                           |                            |                |                       |                                                              |

| 6 września 2015 15:00 CET | Lesotho · Mokhahlane 38' | 1:3(1:1)Raport | Algieria · 32' Ghoulam · 85', 90+1' Soudani | Setsoto Stadium, Maseru Sędzia: Jackson Pavaza |
|                           |                          |                |                                             |                                                |

| 26 marca 2016 13:30 CET | Seszele · Waye-Hive 2' · Suzette 78' | 2:0(1:0)Raport | Lesotho | Stade Linité, Victoria Sędzia: Louis Hakizimana |
|                         |                                      |                |         |                                                 |

| 25 marca 2016 20:30 CET | Algieria · Feghouli 23', 47' · Slimani 31', 90+2' · Brahimi 72' · Taïder 74' · Ghezzal 80' | 7:1(2:0)Raport | Etiopia · 84' Kebede | Stade Mustapha Tchaker, Al-Bulajda Sędzia: Victor Miguel De Freitas Gomes |
|                         |                                                                                            |                |                      |                                                                           |

| 29 marca 2016 15:00 CET | Lesotho · Jane 20' · Khutlang 76' | 2:1(1:1)Raport | Seszele · 25' Suzette | Setsoto Stadium, Maseru Sędzia: Israel Mujuni |
|                         |                                   |                |                       |                                               |

| 29 marca 2016 16:00 CET | Etiopia · Kebede 28', 49' · Fikadu 64' | 3:3(1:1)Raport | Algieria · 43' Slimani · 62' Mandi · 85' (k) Ghoulam | Addis Abeba Stadium, Addis Abeba Sędzia: Davies Ogenche Omweno |
|                         |                                        |                |                                                      |                                                                |

| 2 czerwca 2016 16:00 CET | Seszele | 0:2(0:1)Raport | Algieria · 41' Benzia · 62' Soudani | Stade Linité, Victoria Sędzia: El Fadil Mohamed Hussein |
|                          |         |                |                                     |                                                         |

| 5 czerwca 2016 15:00 CET | Lesotho · Thaba-Ntšo 56' | 1:2(0:1)Raport | Etiopia · 45+1', 53' Kebede | Setsoto Stadium, Maseru Sędzia: Parmendra Nunkoo |
|                          |                          |                |                             |                                                  |

| 3 września 2016 15:00 CET | Etiopia · Kebede 34' · Said 58' (k) | 2:1(1:1)Raport | Seszele · 21' (sam.) Jemal | Awassa Kenema Stadion, Auasa Sędzia: Brian Nsubuga Miiro |
|                           |                                     |                |                            |                                                          |

| 4 września 2016 21:30 CET | Algieria · Soudani 8', 39' · Mahrez 18', 75' · Taïder 24' · Boudebouz 45+3' (k) | 6:0(5:0)Raport | Lesotho | Stade Mustapha Tchaker, Al-Bulajda Sędzia: Ahmed Sekou Toure |
|                           |                                                                                 |                |         |                                                              |